# Menarche
Menarche – określenie oznaczające wystąpienie u dziewcząt pierwszej miesiączki (pierwszego cyklu menstruacyjnego).
Menarche występuje po 14 miesiącach od szczytu skoku pokwitaniowego. Wiek menarche jest zewnątrzpopulacyjnie jak i wewnątrzpopulacyjnie zróżnicowany, zależy od czynników genetycznych i czynników środowiskowych. Jest czułym wskaźnikiem sytuacji społeczno-ekonomicznej, w której przebiega rozwój osobniczy danej jednostki. Złe warunki bytowe opóźniają wiek menarche, natomiast poprawa warunków obniża ten wiek. U polskich dziewcząt występuje średnio w wieku 12 lat i 9 miesięcy, a tzw. krytyczna masa ciała, która określa masę ciała przeważnie niezbędną do wystąpienia pierwszej miesiączki, wynosi 46 ± 0,5 kg przy średnim wzroście 157 ± 0,5 cm. Występowanie menarche związane jest również z porami roku, na wsi częściej ma miejsce w miesiącach: czerwiec-lipiec, zaś w mieście w miesiącach: grudzień-styczeń. Menarche jest oznaką dojrzałości płciowej, co jest jednoznaczne z zakończeniem procesu pokwitania.
Pierwsze cykle są zazwyczaj bezowulacyjne, wyjątkiem jest 6% dziewcząt. Zgodność cykli menstruacyjnych z owulacją występuje u 18% dziewcząt po roku, zaś u ok. 60% po dwóch latach. Jest to związane z dostrajaniem się do funkcji jajników.